# Aasikainen
Aasikainen är en sjö i Finland. Den ligger i kommunen Enontekis i landskapet Lappland, i den norra delen av landet, 900 km norr om huvudstaden Helsingfors. Aasikainen ligger 335,3 meter över havet. Omgivningarna runt Aasikainen är i huvudsak ett öppet busklandskap. Arean är 34,3 hektar och strandlinjen är 2,49 kilometer lång. Sjön  ingår i Kemi älvs huvudavrinningsområde. 